# جام خیریه انگلستان ۱۹۵۷
 جام خیریه انگلستان ۱۹۵۷ ، ۳۵امین رقابت سالانه مابین قهرمانان لیگ دسته اول فوتبال انگلستان و جام حذفی فوتبال انگلستان است.
این مسابقه در تاریخ ۲۲ اکتبر ۱۹۵۷ مابین تیم‌های منچستر یونایتد و استون ویلا در ورزشگاه الدترافورد منچستر برگزار شده‌است.
تیم منچستر یونایتد در این مسابقه با نتیجه چهار بر صفر به پیروزی رسید.

## جزئیات مسابقه
| منچستر یونایتد | ۴ – ۰ | استون ویلا |
| -------------- | ----- | ---------- |
| تیلور · بری    |       |            |